# Karen Zerby
Karen Elva Zerby (ur. 31 lipca 1946 w Camden, New Jersey) − aktualna przywódczyni nowego ruchu religijnego The Family International. Była drugą żoną Davida Berga i po jego śmierci w październiku 1994 przejęła po nim kierownictwo. Należy do grupy od 1969 i nazywana jest w niej (od czasu ślubu z Bergiem)  Marią David.